# Linea 125
La Linea 125 (Ligne 125 in francese, Spoorlijn 125 in olandese) è una linea ferroviaria belga a scartamento ordinario lunga 59,5 km che unisce le città di Liegi e Namur, entrambe situate nella regione della Vallonia.

## Storia
Il primo tratto della linea ad essere aperto il 18 novembre 1850 fu quello compreso tra Namur e Val-Benoît e lungo complessivamente 58,4 km. Il restante 1,1 km fu attivato il 19 maggio dell'anno successivo.
Il 23 settembre 1970 fu ultimata l'elettrificazione della linea.